# لي كليفورد
لي كليفورد (بالإنجليزية: Leigh Clifford)‏ هو رائد أعمال أسترالي، ولد في 1948 في جنوب أستراليا في أستراليا.